# Дубровинська сільська рада (Романовський район)
Дубро́винська сільська рада (рос. Дубровинский сельский совет) — сільське поселення у складі Романовського району Алтайського краю Росії.
Адміністративний центр та єдиний населений пункт — село Дубровино.

## Населення
Населення — 401 особа (2019; 537 в 2010, 720 у 2002).